# Joseph Vuillemin
Pour les articles homonymes, voir Vuillemin.
Joseph Vuillemin, né le 14 mars 1883 à Bordeaux et mort le 23 juillet 1963 à Lyon, est un général français, grand-croix de la Légion d'honneur et médaillé militaire, qui a pris part aux deux guerres mondiales.
Il est spécialiste de raids aériens audacieux ; lors de la Première Guerre mondiale, il est un as de l'aviation ; au début de la seconde, il est le chef d'état-major de l'Armée de l'air dans la défaite.

## Biographie

### Famille et éducation
Joseph Vuillemin naît et grandit dans un milieu simple, à Bordeaux.
Sans certificat d'études, il commence l'apprentissage pour devenir électricien.
Il est incorporé le 19 novembre 1904 au 14e Bataillon d'artillerie à pieds, à La Rochelle.

### Officier pilote, as de l'aviation
Sous-officier en septembre 1906, il entre le 1er septembre 1909 à l'école militaire de l'artillerie et du génie de Versailles  et devient sous-lieutenant d’artillerie en 1910. Lieutenant le 1er octobre 1912, il est muté à Épinal, d'où il pose sa candidature pour l'aviation.
En 1913, il suit un stage théorique à Versailles et obtient son brevet de pilote à l'école Caudron du Crotoy et commence la guerre de 1914 comme moniteur, à Reims, puis à l'escadrille CM au-dessus de la Marne, puis comme chef de l'escadrille C.11 près de Verdun.
En juin 1915, il est nommé capitaine et, en février 1918, devient chef d’escadron (commandant). Il prend la tête de plusieurs groupes de bombardement.
Au cours de la guerre, il remporte sept victoires aériennes homologuées, entrant ainsi parmi les as de l'aviation française de la Première Guerre mondiale.

### Spécialiste de raids aériens audacieux

#### Première traversée du Sahara en avion
Après la guerre, il reçoit le commandement du 11e régiment d’aviation de bombardement en pays rhénan.
En 1919, il réalise un raid aéronautique de Villacoublay au Caire.
Il est le premier homme à traverser le Sahara en avion : du 24 février au 31 mars 1920.
Au deuxième semestre 1919, il prépare un raid aérien pour survoler le sahara : d’Alger à Tamanrasset, en suivant les pistes ; en poussant peut-être jusqu’à Tombouctou et Dakar.
Le capitaine Sollié procède aux analyses cartographiques. En octobre 1919, le lieutenant Grandperrin réalise une mission de reconnaissance pour choisir les terrains d’escales. Ces derniers sont préparés ; ainsi que des postes de TSF.
Le 3 février 1920, cinq premiers avions Breguet 300 HP s’envolent du terrain militaire d’Hussein Dey. En panne, l’appareil du général Nivelle revient rapidement au terrain de départ. Les quatre autres font escale à Biskra. Rappelé inopinément à Paris, le général Nivelle propose au  général François-Henry Laperrine de prendre sa place. Laperrine rejoint l’expédition aérienne à Biskra le 6 février 1920. Le 8 février, les avions se posent à In Salah. Retardés par des tempêtes, le 14 février, ils sont à Tamanrasset, où a lieu une grande fête.
Le 18 février, deux avions poursuivent le raid. Celui de Vuillemin décolle. Le général Laperrine embarque en surnombre dans l’avion piloté par l’adjudant (futur colonel) Alexandre Bernard (1894-1976), en place arrière sur les genoux du mécanicien Marcel Vaslin. Laperrine donne la navigation au pilote. C’est le survol du Tanezrouft. Cherchant en vain le poste de Tin-Zaouaten, l’équipage de Laperrine se pose à court d’essence, en plein désert : l’avion s’enfonce dans le sable et capote. Laperrine est durement blessé, au thorax et à la clavicule gauche. Les naufragés marchent, plusieurs jours, revenant chaque fois à l’avion détruit, par sécurité. Le général Laperrine tient son carnet de route. La nourriture et l’eau s’épuisent. Laperrine meurt dans le désert, le 5 mars 1920. Ses deux camarades l’enterrent. Puis sont recueillis, le 14 mars 1920 par un détachement de méharis, commandé par le lieutenant Pruvost. Ils sont de retour à Tamanrasset le 26 avril suivant.
Joseph Vuillemin devient ainsi le premier aviateur à réussir la traversée du Sahara en avion, d'Alger à Dakar, en passant par Tamanrasset et Tombouctou.

#### Raid inachevé de la France au Tchad

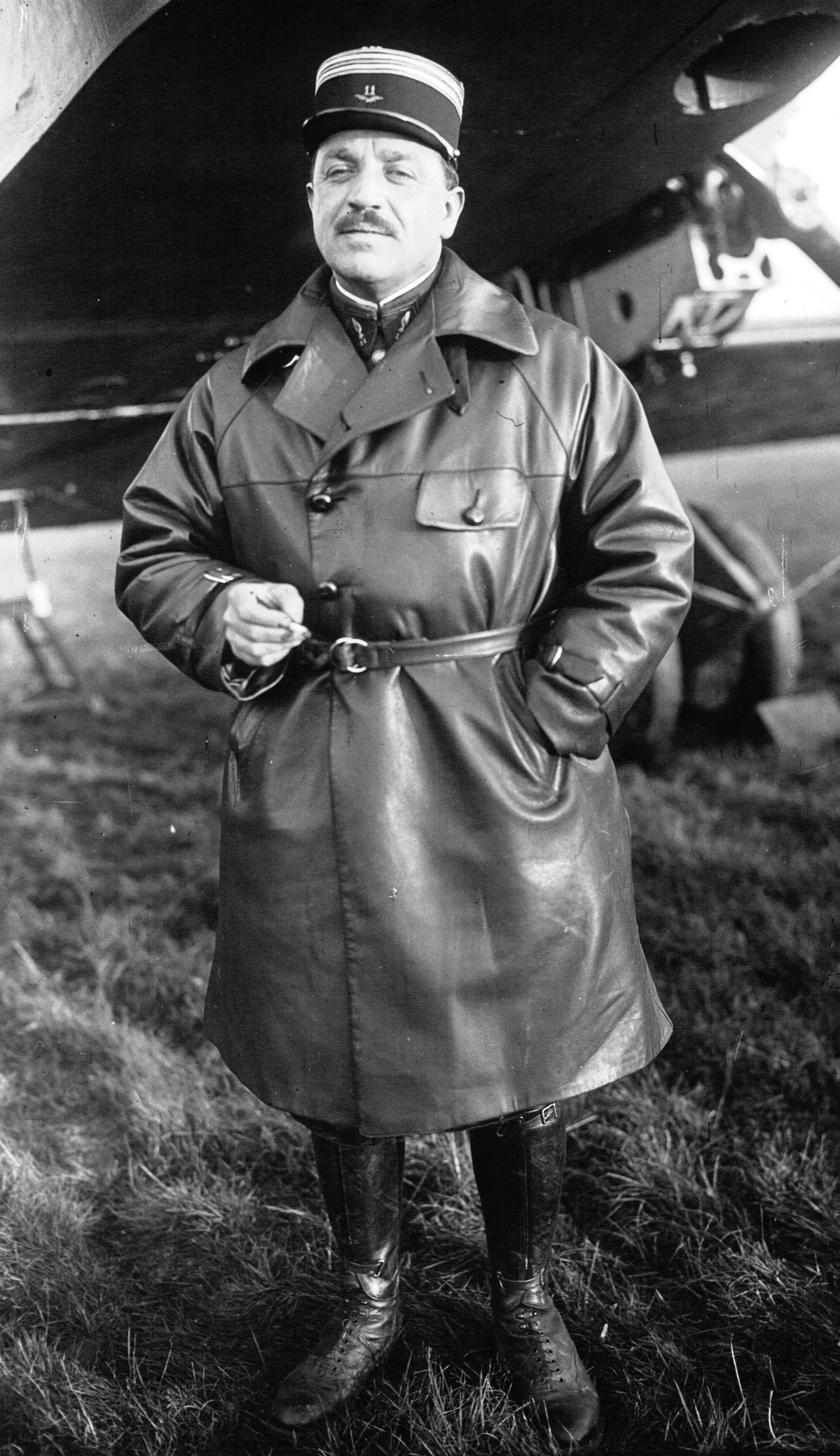
Joseph Vuillemin en 1925.

Le 18 janvier 1925, le lieutenant-colonel Vuillemin décolle de Villacoublay pour l'Afrique (le Lac Tchad), avec deux quadrimoteurs Blériot 115 de quatre membres d'équipage et un passager chacun, baptisés "Jean Casale" (Vuillemin et Jean Dagnaux) et "Roland Garros" (capitaine Georges Pelletier-Doisy et le général Louis de Goÿs de Mézeyrac ; le commandant Yves Le Prieur s'y ajoute). Le Prieur expérimente le navigraphe. Le raid passe par Perpignan, puis par Oran, par Colomb-Béchar (28 janvier 1925) et par Gao. Au départ de Niamey l'avion de Vuillemin s'écrase. Le lieutenant-colonel Vuillemin est gravement blessé, le capitaine Dagnaux casse sa célèbre jambe de bois. Le sergent mécanicien Knecht est également blessé ; le sergent radio Gaston Vandelle est tué.
Vuillemin prend ensuite la tête de l’aviation en Algérie en 1925. Il devint colonel en 1928 et commande l’aéronautique au Maroc en 1932.

#### Croisière noire
En février 1933, il est nommé général de brigade.
Cette même année, en novembre et décembre, il conduit la croisière noire aérienne en Afrique-Occidentale française et Afrique-Équatoriale française. Du 9 au 26 décembre 1933, notamment avec Jean Dagnaux, il parcourt en avion 25.000 kilomètres en 170 heures de vol, d'Afrique du Nord à Bangui, en passant par Dakar, avec une flotte de trente Potez 25.
Il retire de cet exploit un grand prestige.

### Chef d'état-major lors de la défaite de 1940

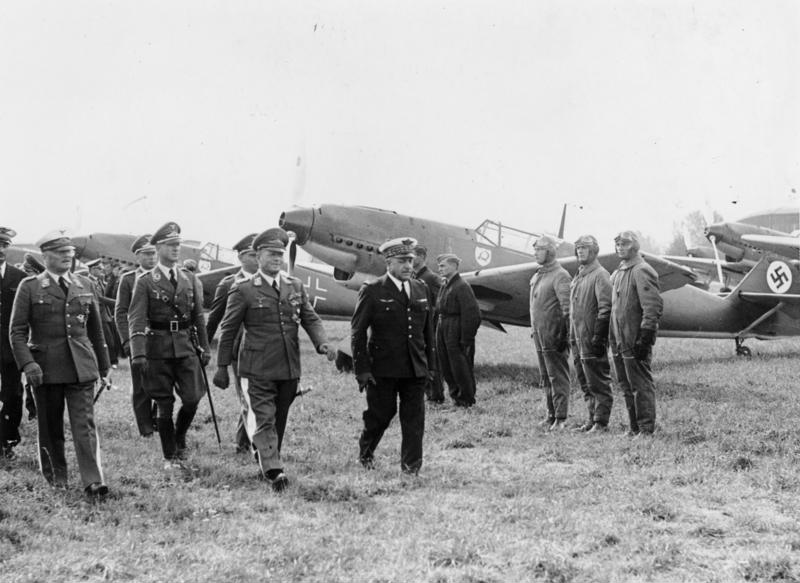
Le Général Vuillemin en visite officielle en Allemagne avant la Seconde Guerre mondiale passe en revue des Me 109, quelques-uns des chasseurs de ce type appartenant alors à la Nachtjagd embryonnaire.

Entre 1935 et 1936, il commande le 1er corps aérien et devient en juillet 1937 membre du Conseil supérieur de l’air, avant d'être promu général de division aérienne en octobre de la même année.
Nommé chef d'état-major général de l'Armée de l'air le 22 février 1938, il succède au général Philippe Féquant, nommé le 15 octobre 1936 et mort le 24 décembre 1938. Le général Vuillemin devient également vice-président du Conseil supérieur de l’air, et inspecteur général de la défense aérienne du territoire. Il est en outre promu au grade de général d'armée aérienne.
L'Armée de l'air n'est alors pas prête pour la guerre :  absence d’anticipation, mobilisation industrielle tardive, désorganisation de la production d'avions, doctrine d'emploi inadaptée et faiblesses d'organisation interne et de conduite des opérations aériennes auront des effets lourds.
Vuillemin rentre atterré d'une visite d'usines et de bases aériennes en Allemagne, le 17 août 1938. Il déclare au Comité permanent de la Défense nationale que l'aviation française serait anéantie en quinze jours, en cas de guerre avec l'Allemagne.
Par lettre du 26 août 1939, il alerte le Ministre de l'Air (Guy La Chambre) quant à la faiblesse de l'aviation de bombardement française. Inexpliquablement, le plan V de La Chambre et Vuillemin réduit presque de moitié la construction d'avions de bombardement.
Au déclenchement de la guerre, il assume le commandement en chef des forces aériennes françaises jusqu'à l'armistice de juin 1940.
Le 8 juin 1940, Vuillemin sollicite des anglais qu'ils déploient davantage d'avions en France.
Le 10 juin 1940 les Allemands percent le front. Lors de la conférence anglo-française de Briare, le 12 juin, Churchill, surtout préoccupé par le sort des navires de guerre français, refuse l'envoi d'avions de la RAF supplémentaires. Les anglais, dont Edward Spears et l'Air Commodore Douglas Colyer, portent des appréciations négatives sur les généraux français, hormis Charles de Gaulle.
Le 16 juin le général Vuillemin ordonne aux unités aériennes de rejoindre l'Afrique du Nord ; le 17 juin 1940, le Maréchal Philippe Pétain demande l'armistice. 39 groupes aériens, soit  40 % des groupes de chasse, les deux tiers des unités de bombardement et près de 70 % de celles de reconnaissance quittent la métropole pour l'Afrique du Nord et rejoignent les huit groupes déjà sur place.
Le 24 juin 1940, il est nommé inspecteur général de l'Armée de l'air, chargé de la coordination des opérations aériennes de défense. Il est remplacé comme chef d'état-major de l'Armée de l'air par Robert Odic le 10 septembre 1940. En octobre 1940, il est atteint par la limite d'âge. En novembre 1940, il est placé à sa demande en congé de personnel navigant et se retire près d'Alger, au Cap Matifou. Il rejoint la France libre en 1942, mais son état de santé ne lui permet plus de combattre.
Sa gestion de l'Armée de l'air pendant la Seconde Guerre mondiale a été fort critiquée (notamment par le généralissime Maurice Gamelin, dans ses Mémoires, lui-même jugé responsable du désastre, avec notamment son successeur Maxime Weygand). En effet, la stratégie du couple char-avion, qui permettait la rupture du front[pas clair], n'a pas été prise en considération par l'état-major et le général Vuillemin[réf. nécessaire] n'a pas décidé de concentrer les forces aériennes aux points de rupture : à Sedan, d'abord, entre les 10 et 17 mai 1940, puis sur la Somme, à partir du 5 juin[réf. nécessaire]. En réalité, l'impréparation de l'Armée de l'air, bien antérieure à la nomination de Vuillemin, aboutit à la perte de 1.500 à 2.000 avions français, pour environ 500 avions ennemis abattus.
Grand-croix de la Légion d'honneur, Joseph Vuillemin, titulaire de la médaille militaire (attribuée le 17 juillet 1940), a également reçu la croix de guerre des Théâtres d'opérations extérieurs.
En 1946, il crée une petite compagnie de transport aérien : la Compagnie Algérienne des Transports Aériens, rachetée par la suite.
Joseph Vuillemin meurt le 23 juillet 1963 à Lyon et est enterré au cimetière de la Chartreuse à Bordeaux.

## Grades
- 8 mars 1933 : général de brigade.
- 1er avril 1933 : général de brigade aérienne.
- 14 octobre 1936 : général de division aérienne.
- 15 octobre 1936 : rang et prérogatives de commandant de région aérienne.
- 24 juin 1939 : rang de commandant d'armée aérienne et appellation de général d'armée aérienne, avec effet rétroactif au 1er juillet 1937.
- 24 juin 1939 : rang et appellation de général commandant en chef les Forces Aériennes avec effet rétroactif au 22 février 1938

## Décorations
|  |  |  |
|  |  |  |
|  |  |  |
|  |  |  |

### Intitulés des décorations françaises
- Médaille militaire (17 juillet 1940)
- Grand-croix de la Légion d'honneur (13 janvier 1934)
  - Chevalier (8 septembre 1914) ;
  - Officier (28 octobre 1916) ;
  - Commandeur (1er mai 1920) ;
  - Grand officier (2 juillet 1931) ;

- Croix de guerre 1914-1918.
- Croix de guerre des Théâtres d'opérations extérieurs avec 1 palme.
- Médaille interalliée de la victoire.
- Médaille commémorative de la Grande Guerre.
- Médaille coloniale avec agrafes « Sahara » « Afrique ».

### Intitulés des décorations étrangères
- Maroc : commandeur de l'ordre du Ouissam alaouite.
- Royaume-Uni : Distinguished Service Order, chevalier grand-croix de l'ordre royal de Victoria.
- Tunisie : grand officier du Nichan Iftikhar.
- Allemagne : Insigne de pilote-observateur en or avec brillants.